# Balinț
Balinț es una comuna ubicada en el distrito de Timiș, Rumania.

## Superficie
Posee una superficie de 55,60 kilómetros cuadrados.

## Demografía
Hasta 2021 la población era de 1489 habitantes, con una densidad de población de 26,78 habitantes por kilómetro cuadrado.